# Torneo de Tianjin 2014
El Tianjin Open 2014 es un torneo de tenis profesional  jugado en canchas duras. Es la primera edición del torneo, que es parte de la WTA Tour 2014. Se llevará a cabo en Tianji , China, entre el 7 y el 13 de octubre de 2014.

## Cabeza de serie

### Individual femenino
| Tenista           | Ranking | Preclasificada |
| Jelena Janković   | 11      | 1              |
| Peng Shuai        | 24      | 2              |
| Belinda Bencic    | 34      | 3              |
| Varvara Lepchenko | 35      | 4              |
| Zhang Shuai       | 48      | 5              |
| Alison Riske      | 60      | 6              |
| Mónica Puig       | 64      | 7              |
| Ajla Tomljanović  | 69      | 8              |

### Dobles femenino
| Tenista                                | Ranking | Preclasificada |
| Alla Kudryavtseva Anastasia Rodionova  | 32      | 1              |
| Jelena Janković Arantxa Parra Santonja | 74      | 2              |
| Timea Babos Shahar Peer                | 97      | 3              |
| Andreja Klepač Silvia Soler Espinosa   | 98      | 4              |

## Campeonas

### Individual Femenino
Alison Riske venció a  Belinda Bencic por 6-3, 6-4

### Dobles Femenino
Alla Kudryavtseva /  Anastasia Rodionova vencieron a  Sorana Cîrstea /  Andreja Klepač por 6-7(6), 6-2, [10-8]